# 苏里南行政区划

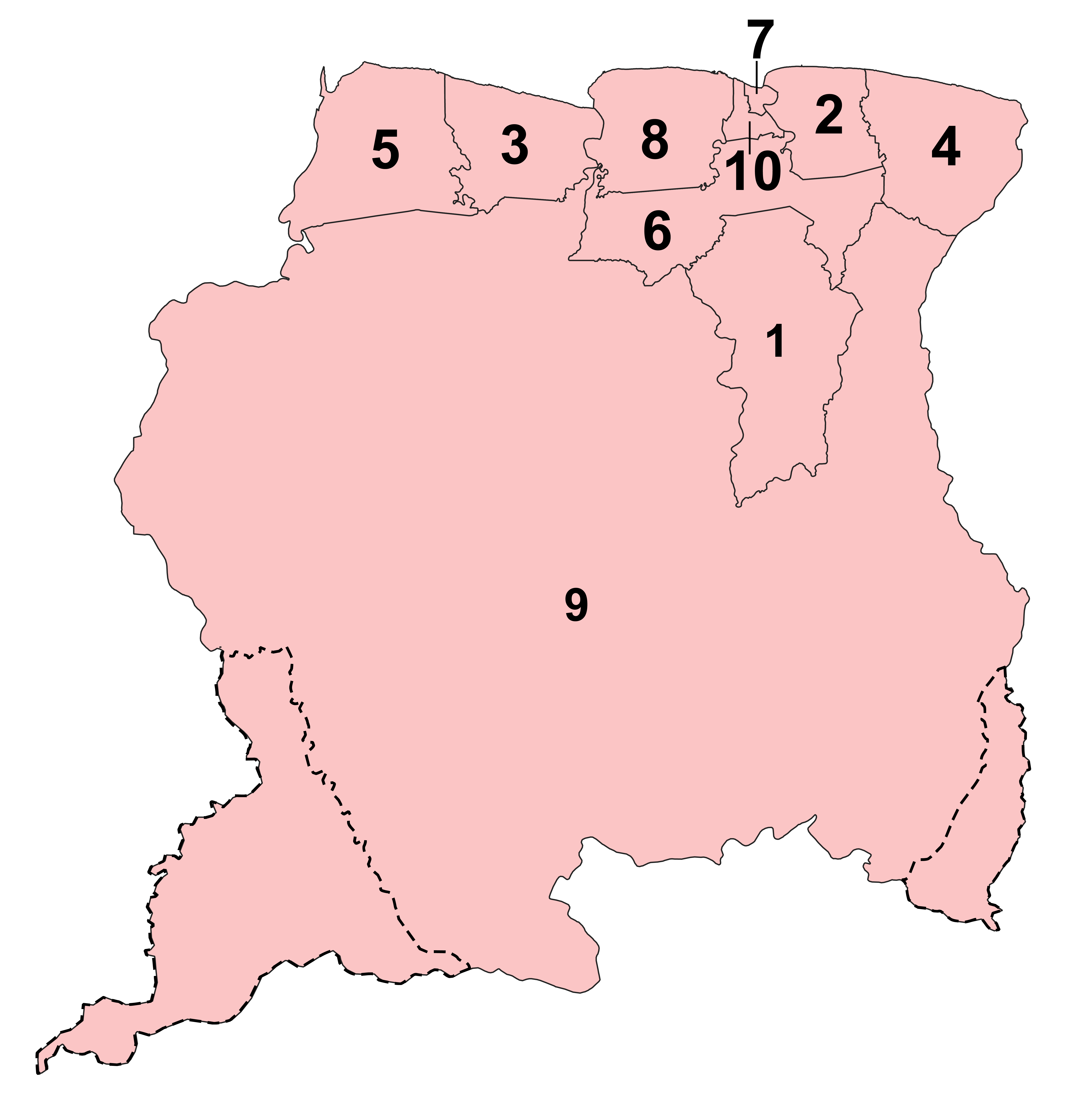
苏里南行政区划地图

苏里南划分为10个区：
1. 布罗科蓬多区
2. 科默韦讷区
3. 科罗尼区
4. 马罗韦讷区
5. 尼克里区
6. 帕拉区
7. 帕拉马里博区
8. 萨拉马卡区
9. 锡帕利维尼区
10. 瓦尼卡区